# Sudan I
Sudan I (também comumente conhecido como Amarelo Solvente CI 14 e Laranja Solvente R), é um lisocromo, um corante conjugado diazo com a fórmula química de 1-fenilazo-2-naftol. Sudan I é uma substância que se apresenta na forma de pó com uma aparência vermelho-alaranjada. O aditivo é principalemente usado para colorir ceras, óleos, derivados de petróleo, solventes e formulações de polidores. Sudan I também foi adotado para colorir diferentes gêneros alimentícios, incluindo determinadas marcas de curry em pó e pimenta em pó, embora o uso de Sudan I em alimentos é agora banido em muitos países, devido ao Sudan I, Sudan III e Sudan IV terem sido classificados como carcinogênicos de categoria 3 pela International Agency for Research on Cancer.
Sudan I ainda é usado em algumas formulações de fumaça colorida laranja e como um corante para res[íduos de algodão usados em experiências químicas.

## Toxicologia
Sudan I é genotóxico. Ele também é cancerígeno em ratos. As comparações entre animais experimentais e humanos do citocromo P450 (CYP) sugerem fortemente dados de carcinogenicidade animal que pode ser extrapolados para os seres humanos.
Sudan I também está presente como uma impureza no amarelo crepúsculo, que é a sua versão dissulfonada solúvel em água.

### Contaminações detectadas e crise alimentar
Em 2004, temperos foram detectados na Inglaterra como tendo sido contaminados com Sudan I.